# Академический скептицизм

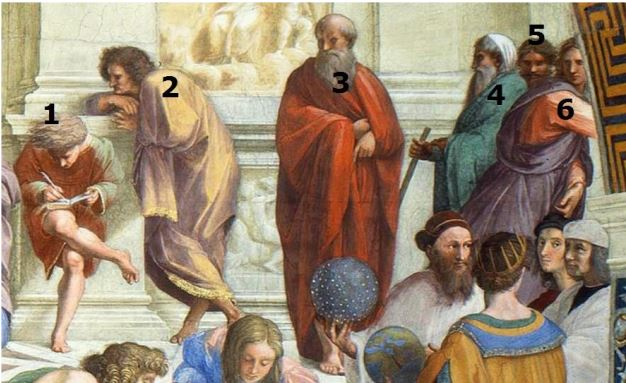
Скептики в живописи афинской школы Рафаэля. 1. Пифодор; 2. Аркесилай из Питаны; 3. Карнеад из Кирены; 4. Пиррон из Элиды; 5. Тимон из Флиунта; 6. Феодор Безбожник из Кирены

Академический скептицизм – это скептический период Академии, начиная примерно с 266 года до нашей эры, когда Аркесилай стал схолархом, и примерно до 90 года до нашей эры, когда Антиох из Аскалона отверг скептицизм, хотя отдельные философы, такие как Фаворин и его учитель Плутарх, продолжали защищать скептицизм и после этой даты. В отличие от другой существовавшей школы скептицизма, пирронистов, они утверждали, что познание вещей невозможно. Идеи или понятия никогда не бывают истинными; тем не менее, существуют степени правдоподобия и, следовательно, степени веры, которые позволяют действовать. Для школы были характерны нападки на стоиков, особенно на их догму о том, что убедительные впечатления ведут к истинному знанию. Самыми важными академиками были Аркесилай, Карнеад и Филон из Ларисы. Наиболее обширным древним источником сведений об академическом скептицизме является «Академика», написанная философом–академиком–скептиком Цицероном.

## Обзор
Греческий философский скептицизм, как самостоятельное философское течение, начался с Пиррона из Элиды (около 360 года до нашей эры – около 270 года до нашей эры), его предшественниками были Ксенофан и Демокрит. Его последователи, пирронисты, указывали на проблему критерия: наши теории и наши чувственные впечатления неспособны точно отличить истину от лжи; поэтому мы должны приостановить суждение (эпохе). Они были достаточно последовательны, чтобы распространить свое сомнение даже на свой собственный принцип сомнения, сделав свой скептицизм универсальным, избежав таким образом упрека в том, что он основан на новом догматизме. Результатом, которого можно было достичь, развивая такое состояние ума, была психическая невозмутимость (атараксия).
Около 266 года до нашей эры Аркесилай стал главой Платоновской Академии. Он принял скептицизм в качестве центрального принципа платонизма, сделав платонизм почти таким же, как пирронизм. После Аркесилая академики отошли от пирронизма. Этот скептический период древнего платонизма, от Аркесилая до Филона из Ларисы, стал известен как новая Академия, хотя некоторые древние авторы добавили дополнительные подразделения, такие как средняя Академия. После смерти пиррониста Тимона из Флиунта Платоновская академия стала главным защитником скептицизма до середины первого века до нашей эры. Хотя ранний академический скептицизм частично находился под влиянием Пиррона, он становился все более и более догматичным, пока Энесидем в первом веке до нашей эры не порвал с академическими скептиками и не принял пирронизм, осудив Академию как «стоиков, борющихся против стоиков».
Академики не сомневались в существовании истины; они просто сомневались, что у людей есть возможности для её получения. Они основывали эту позицию на «Федоне» Платона, в котором Сократ рассуждает о том, что знание недоступно смертным.
В то время как целью пирронистов было достижение атараксии, после Аркесилая академики не считали атараксию главной целью. Академики сосредоточились на критике догм других философских школ, в частности догматизма стоиков. Они признавали некоторые остатки морального закона внутри, в лучшем случае, лишь правдоподобного руководства, обладание которым, однако, составляло реальное различие между мудрецом и глупцом. Какой бы незначительной ни казалась разница между позициями академиков и пирронистов, сравнение их жизней приводит к выводу, что академикам была свойственна практическая философская умеренность, в то время как цели пирронистов были скорее психологическими. Римский историк второго века Авл Геллий следующим образом описал различие между академическими скептиками и пирронистами:

... академики по меньшей мере понимают, что ничто не может быть воспринято, и полагают, что ни о чем нельзя вынести суждение. Пирроновцы же говорят, что даже это [высказывание] не может считаться истинным, ибо ничто не может быть таковым.

## Аркесилай
Вплоть до Аркесилая Платоновская Академия принимала принцип нахождения общего единства во всех вещах, с помощью которого можно было бы найти принцип достоверности. Однако Аркесилай открыл новые горизонты, подвергнув критике саму возможность определенности. Сократ сказал: «Я знаю только одно: я ничего не знаю». Но Аркесилай пошел дальше и отрицал возможность даже сократовского минимума уверенности: «Я не могу знать даже, знаю я или нет».
Доктрины Аркесилая, которые могут быть собраны из трудов других людей, представляют собой атаку на стоический фантасиа каталептике (критерий) и основаны на скептицизме, который был скрыт в поздних трудах Платона. Аркесилай считал, что сила интеллектуальной убежденности не может считаться действительной, поскольку она в равной степени характерна для противоречивых убеждений. Неопределенность чувственных данных в равной степени применима и к выводам разума, и поэтому человек должен довольствоваться вероятностью, которой достаточно в качестве практического руководства. «Мы ничего не знаем, даже нашего невежества»; поэтому мудрый человек удовлетворится агностическим отношением.

## Карнеад

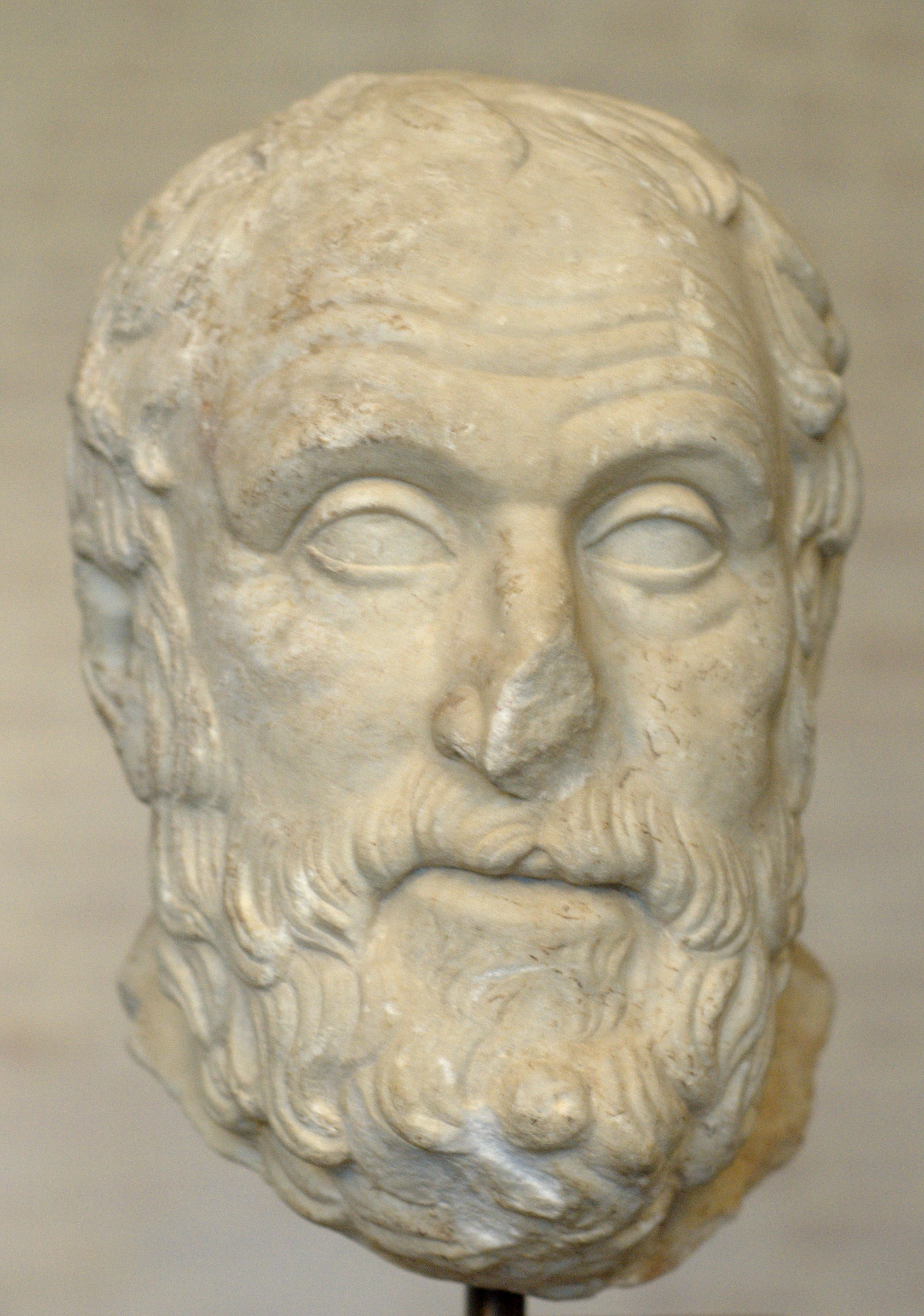
Карнеад из Кирены, самый важный из академических скептиков

Следующей стадией академического скептицизма был умеренный скептицизм Карнеада, который, по его словам, обязан своим существованием его оппозиции Хрисиппу.
В дополнение к стоической теории восприятия, фантасиа каталептике, с помощью которой они выражали убеждение в достоверности, возникающее из впечатлений настолько сильных, что их можно приравнять к науке, он предложил доктрину акаталепсии, которая отрицала любое необходимое соответствие между восприятиями и воспринимаемыми объектами. Все наши ощущения относительны и знакомят нас не с вещами, как они есть, а только с впечатлениями, которые вещи производят на нас. Опыт, по его словам, ясно показывает, что истинного впечатления не существует. Нет понятия, которое не могло бы нас обмануть; невозможно отличить ложные впечатления от истинных; поэтому следует отказаться от стоической фантасиа каталептике. Фантасиа каталептике («критерия») истины не существует. Карнеад также критиковал стоическую теологию и физику. В ответ на учение о конечной причине, о замысле в природе, он указал на те вещи, которые причиняют разрушение и опасность человеку, на зло, совершаемое людьми, наделенными разумом, на жалкое состояние человечества и на несчастья, которые обрушиваются на хорошего человека. Он пришел к выводу, что нет никаких доказательств в пользу учения о божественном руководящем провидении. Даже если бы во Вселенной существовала упорядоченная связь частей, это могло бы произойти вполне естественно. Невозможно выдвинуть никаких доказательств того, что этот мир является чем-то иным, кроме как продуктом природных сил.
Поскольку знание невозможно, мудрый человек должен практиковать эпохе (воздержание от суждения). Он даже не будет уверен, что ни в чем не может быть уверен. Однако он спас себя от абсолютного скептицизма учением о правдоподобии, которое может служить практическим руководством в жизни. Идеи или представления никогда не бывают истинными, а только правдоподобными; тем не менее, существуют степени правдоподобия и, следовательно, степени веры, ведущие к действию. Согласно Карнеаду, впечатление может быть правдоподобным само по себе; правдоподобным и непротиворечивым (не отвлекаться на синхронные ощущения, но демонстрировать гармонию с ними) при сравнении с другими; правдоподобным, непротиворечивым и тщательно исследованным и подтвержденным. В первой степени присутствует сильное убеждение в правильности произведенного впечатления; вторая и третья степени производятся путем сравнения впечатления с другими, связанными с ним, и анализа самого впечатления. Карнеад не оставил письменных работ; его мнения, по-видимому, были систематизированы его учеником Клитомахом, чьи работы, в том числе работа «о приостановлении суждения», использовались Цицероном.

## Филон из Ларисы
У Филона из Ларисы мы находим тенденцию не только примирять внутренние разногласия самой Академии, но и связывать ее с параллельными системами мысли. В целом его философия была реакцией против скептической или агностической позиции средней и новой академии в пользу догматизма Платона. Филон из Ларисы пытался показать, что Карнеад не был противником Платона, и что кажущийся антагонизм между платонизмом и стоицизмом объясняется тем, что они рассуждали с разных точек зрения. Из этого синкретизма возник эклектичный средний платонизм Антиоха из Аскалона, последний продукт академического развития.